# Tioxolon
A tioxolon (INN: tioxolone) seborrhea elleni szer. Gyógyszerek hatóanyaga. Kozmetikai termékekben is használják: arckrémekben pattanás, samponokban korpa ellen.

## Hatásmód
Karboanhidráz(en)-I (CA-I) gátló. A CA enzimek a cink metalloenzimek(en) közé tartoznak: cink iont tartalmaznak.

4-szulfanil-1,3-benzoldiol

A tioxolon a CA-II enzim aktív helyéhez kötődik. A CA-II enzimről ismert, hogy katalizálja az észterek (köztük a tioxolon) hidrolízisét. Hidrolízis útján a tixolon 4-szulfanil-1,3-benzoldiollá hasad. Ez a vegyület a tiolcsoporton keresztül a karboanhidráz enzimek cink kötőhelyéhez kapcsolódik, ezáltal gátolja a cink aktivizáló hatását.

## Mellékhatások, ellenjavallatok
Súlyos bőrgyulladást és a nyálkahártyák gyulladását okozhatja. Irritálja a szemet.
Egy vizsgálatban a 7%-os tioxolon-oldat 48 óra után az esetek 40%-ában okozott bőrgyulladást. Az Európa Tanács által ajánlott legnagyobb koncentráció 5%.
A tesztek nem mutattak mutagén vagy genotoxikus hatást.
Kozmetikai szerekben 0,2, 0,5 ill. 1%-os töménységben alkalmazzák. Ilyen koncentrációban nem mutattak ki mellékhatást, bár hosszú távú vizsgálati adat nagyon kevés van.

## Fizikai/kémiai tulajdonságok
Szürkéssárga színű kristály. Vízben gyakorlatilag oldhatatlan. Oldható etanolban, izopropanolban, propilénglikolban, éterben, benzolban, toluolban. Lúgokban hidrolizálódik.
LD50-értéke szájon át patkányoknál 6200–17 800 mg/tskg, bőrön át nyulaknál >20 000 mg/tskg.

## Készítmények
Önállóan:
- Camyna
- Stepin
- Wasacne

Benzoxónium-kloriddal kombinálva:
- Loscon Tincture
- Stepin Tincture

Benzoxónium-kloriddal és dexametazon izonikotináttal(en) kombinálva:
- Dexa Loscon

Benzoxónium-kloriddal és  hexaklorofénnel(en) kombinálva:
- Stepin Paste

Hidrokortizonnal kombinálva:
- Psoil

Magyarországon nincs forgalomban.